# Marilyn Wallace
Pour les articles homonymes, voir Wallace.
Marilyn Wallace, née en 1941 et morte le 29 juillet 2006, est une femme de lettres américaine, auteure de roman policier.

## Biographie
En 1986, elle publie son premier roman, A Case of Loyalties pour lequel elle est lauréate en 1987 dans la catégorie meilleur premier roman du prix Macavity.

## Œuvre

### Romans

#### SérieJay Goldstein et Carlos Cruz
- A Case of Loyalties (1986)
- Primary Target (1988)
- A Single Stone (1991)

#### Autres romans
- So Shall You Reap (1992)
- The Seduction (1993)
- Lost Angel (1996)
  - Un ange disparaît, Éditions Belfond, coll. « Thrillers » (1996)  (ISBN 2-7144-3431-2), réédition France Loisirs (1997)  (ISBN 2-7441-0975-4), réédition LGF, coll. « Le Livre de poche » no 17048 (1998)  (ISBN 2-253-17048-8)
- Current Danger (1998)

### Anthologies éditées

#### SérieSisters in Crime
- Sisters in Crime (1989)
- Sisters in Crime 2 (1990)
- Sisters in Crime 3 (1990)
- Sisters in Crime 4 (1991)
- Sisters in Crime 5 (1992)

#### Autre anthologie
- Deadly Allies (1992) (en collaboration avec Robert J. Randisi)

## Prix et distinctions

### Prix
- Prix Macavity 1987 du meilleur premier roman pour A Case of Loyalties

### Nominations
- Prix Anthony 1989 du meilleur livre de poche original pour Primary Target[3]
- Prix Anthony 1991 du meilleur livre de poche original pour Sisters in Crime 2[4]
- Prix Anthony 1991 de la meilleure nouvelle pour A Tale of Two Pretties[4]
- Prix Anthony 1992 du meilleur recueil de nouvelles pour Sisters in Crime 4[5]